# 가와와다촌
가와와다촌(河和田村)은 이바라키현 히가시이바라키군에 일찍이 존재했던 촌이다. 

## 지리
- 현재의 미토시 서부에서 중부에 해당한다.

## 역사
- 1889년 4월 1일 - 정촌제 시행에 의해 히가시이바라키군 가와와다촌이 성립하였다.
- 1955년 4월 1일 - 와타리촌, 요시다촌, 사카도촌, 가미오노촌・나카군 야나가와촌과 함께 미토시에 편입되어 소멸하였다.

## 인구
| 1891년 | 1,977 |
| 1920년 | 2,911 |
| 1935년 | 3,365 |
| 1950년 | 5,168 |

## 교통

### 철도
- 일본국유철도 ( →동일본 여객철도)
  - 조반선
- 이바라키 교통
  - 이바라키선 (1971년 2월 11일에 폐지)
- 2급국도
  - 국도 제122호선

## 참고문헌
- 角川日本地名大辞典編纂委員会『角川日本地名大辞典 8 茨城県』、角川書店、1983年 ISBN 4040010809